# Arrest Benthem
Benthem, ook wel Benthem versus Nederland of Benthem/Staat (EHRM 23 oktober 1985, AB 1986/1, NJ 1986/102) is de roepnaam van een op 23 oktober 1985 door het Europees Hof voor de Rechten van de Mens (EHRM) gewezen arrest dat voor Nederland aanleiding was om het administratief Kroonberoep af te schaffen.

## Feiten en procesverloop
De feiten die aanleiding gaven tot het arrest waren als volgt. Albert Benthem (1927-2020) was houder van een lpg-tankstation in Noordwolde. Als voorwaarde voor het exploiteren van dit tankstation was een hinderwetvergunning vereist. Deze had Benthem op 5 april 1976 aangevraagd bij de gemeente. Zoals gebruikelijk is, werd deze aanvraag openbaar gemaakt. Tegen de aanvraag maakten drie buren bezwaar, omdat zij brand en explosies door blikseminslagen vreesden. De regionale milieu-inspecteur adviseerde de gemeente om de vergunning te weigeren. De gemeente verleende de vergunning toch, waarop de milieu-inspecteur op 17 september 1976 beroep instelde bij de Kroon. De Kroon vernietigde het besluit van de gemeente om de vergunning te verlenen. Inmiddels had Benthem de gewraakte lpg-installatie al geplaatst. De gemeente sommeerde hem, in navolging van de vernietiging van het besluit door de Kroon, de plaatsing te staken. Benthem stelde hiertegen administratief Kroonberoep in. Op 13 juni 1980 bevestigde de Kroon haar eerdere uitspraak.
In december 1979 maakte Benthem de zaak aanhangig bij de Europese Commissie voor de Rechten van de Mens. Hij stelde dat het hier een zaak betreft waarmee burgerlijke rechten en plichten gemoeid zijn en dat zijn zaak niet was gehoord door een onafhankelijk en onpartijdig tribunaal, daarmee inbreuk makende op artikel 6, eerste lid, van het EVRM (het recht op een eerlijk proces). De Commissie stelde dat het bewuste artikel in casu niet van toepassing was, en dat er geen inbreuk was gemaakt op het recht op een eerlijk proces.
Zowel Nederland als Benthem vroegen om een beslissing van het Europees Hof voor de Rechten van de Mens. Op 20 maart 1984 verwees de Commissie de zaak naar het hof. Op dat moment was Benthems faillissement reeds uitgesproken. De Nederlandse rechter Gerard Wiarda verschoonde zich, omdat hij zich eerder publiekelijk had uitgesproken tegen het Kroonberoep, waarop Nederland Cornelis Dubbink als rechter ad hoc benoemde.

## Beoordeling door het Hof
Het EHRM wees arrest op 23 oktober 1985. Het besliste allereerst dat een geschil over een burgerlijk recht (in de zin van artikel 6 lid 1 EVRM) aan de orde was (zodat dat artikel toepassing kon vinden), en oordeelde vervolgens dat de Afdeling voor de Geschillen van Bestuur van de Raad van State, waarvoor het eigenlijke proces werd gevoerd dat echter slechts uitmondde in een advies aan de Kroon, niet beschouwd kan worden als een onafhankelijk tribunaal in de zin van artikel 6 lid 1 EVRM, omdat de Afdeling geen bindende uitspraak doet. Ook oordeelde het Hof het Kroonberoep in strijd met die verdragsbepaling. Naar het oordeel van het Hof kon de Kroon niet als een onafhankelijk en onpartijdig tribunaal worden beschouwd, nu de uitspraak geschiedde in de vorm van een koninklijk besluit (een administratieve handeling) genomen door een minister die verantwoording moet afleggen aan het parlement en bovendien de meerdere was van de milieu-inspecteur die de zaak aanhangig had gemaakt, en tegen de uitspraak geen hogere voorziening bij een gerecht mogelijk was.

## Relevantie
Naar aanleiding van het arrest trad op 1 januari 1988 de Tijdelijke wet Kroongeschillen (TwK) in werking. Ingevolge deze wet konden geschillen waartegen voorheen Kroonberoep mogelijk was voortaan worden voorgelegd aan de Afdeling voor de Geschillen van Bestuur van de Raad van State, die daarvoor slechts een adviserende rol had. In het bestuursrecht bleef het Kroonberoep bestaan, tot in 1994 een nieuwe rechterlijke organisatie in werking trad. Tegenwoordig kunnen geschillen waarvoor eerst de mogelijkheid voor administratief Kroonberoep bestond aan een onafhankelijke bestuursrechter worden voorgelegd.